# 39. vestlige længdekreds
Den 39. vestlige længdekreds (eller 39 grader vestlig længde) er en længdekreds, der ligger 39 grader vest for nulmeridianen. Den løber gennem Ishavet, Grønland, Atlanterhavet, Sydamerika, det Sydlige Ishav og Antarktis.